# Royal Marines

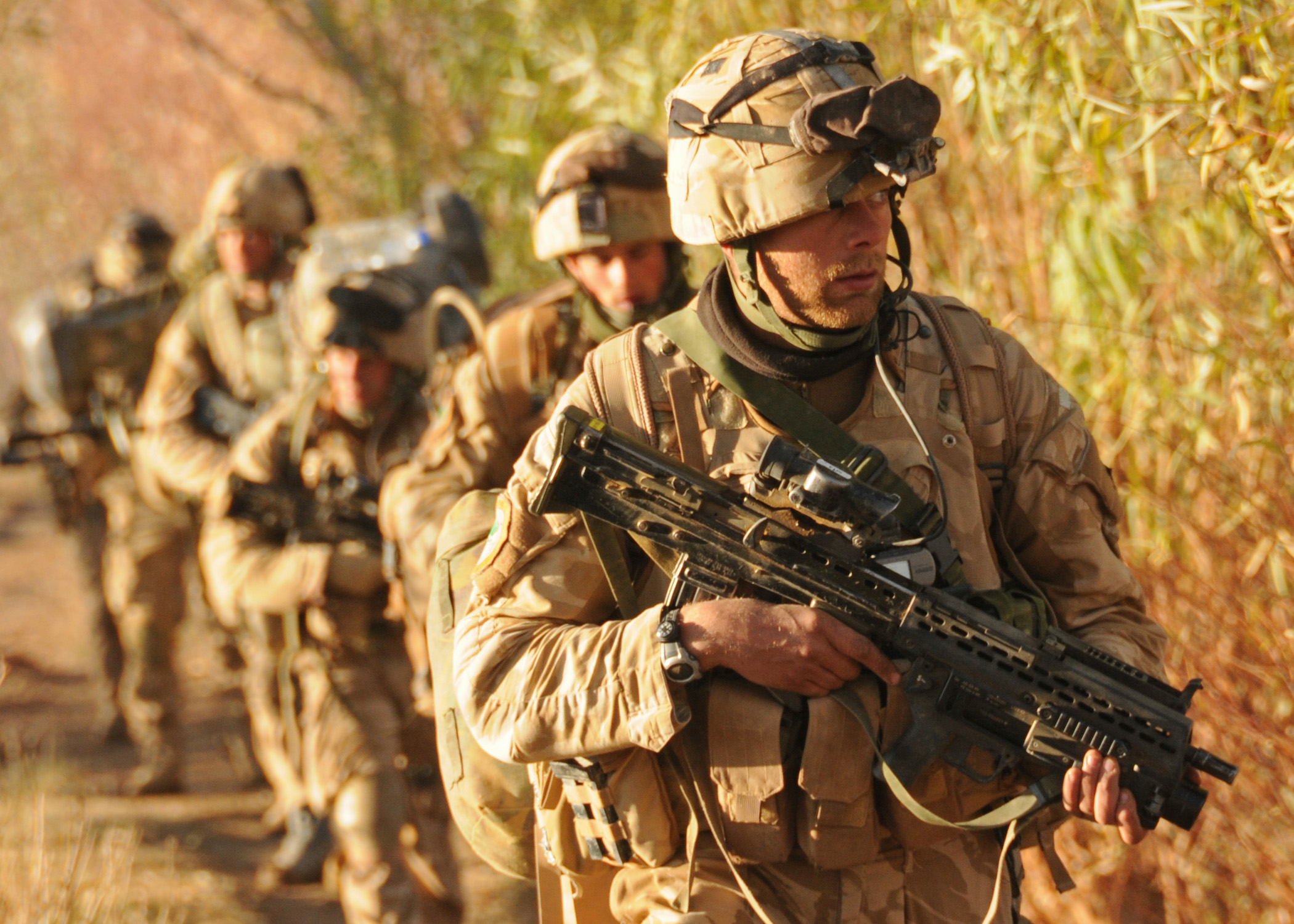
Fuzileiros navais ingleses em ação no Afeganistão.

Os Royal Marines (fuzileiros reais) são a força de infantaria anfíbia da Marinha do Reino Unido (Royal Navy). São especialistas em operações anfíbias, de montanha e no ártico. Possuem um dos maiores cursos de treinamento básico de infantaria no mundo.

## Efetivo
Possuem um efetivo regular de 5 816 militares, além de uma força de reserva voluntária em tempo parcial de 530, dando um total de 6 346 fuzileiros navais. Isso faz com que os Royal Marines sejam a maior força de seu tipo na União Europeia, e a única força europeia capaz de realizar operações anfíbias, a nível de brigada. Os fuzileiros navais são a segunda força do seu tipo na OTAN.

## História
Origens
Os Fuzileiros Navais Reais foram formados em 28 de outubro de 1664 como Regimento Marítimo de Infantaria do Duque de York e Albany. Este regimento, inicialmente composto por 1 200 soldados, foi criado para a Segunda Guerra Anglo-Holandesa. Sob o comando de Sir William Killigrew, o regimento foi uma das primeiras unidades de infantaria naval da Inglaterra e a quinta na Europa, após as formações da Espanha, Veneza, Portugal e França.
Início do Império Britânico
Em 1755, as Forças de Fuzileiros Navais de Sua Majestade foram estabelecidas em Chatham, Portsmouth e Plymouth. Durante o século 18, participaram de vários desembarques globais, incluindo a famosa Batalha de Bunker Hill. Em 1802, o rei George III nomeou-os Fuzileiros Navais Reais. Eles participaram das Guerras Napoleônicas e da Guerra de 1812, desempenhando papéis vitais em várias batalhas navais e terrestres.
Século 19
Os Fuzileiros Navais Reais foram renomeados como Royal Marines Light Infantry (RMLI) em 1855. Participaram da Guerra da Crimeia e da Rebelião Boxer na China, onde ganharam reconhecimento por suas ações.
Guerras Mundiais
Durante a Primeira Guerra Mundial, os Fuzileiros Navais Reais participaram da defesa de Antuérpia, do desembarque em Gallipoli e do Ataque de Zeebrugge. Na Segunda Guerra Mundial, formaram várias brigadas de Comando e participaram de operações como a Batalha da Normandia e o ataque em Walcheren.
Pós-Segunda Guerra Mundial
Após 1945, os Fuzileiros Navais Reais assumiram a responsabilidade pelos Comandos Britânicos. Durante a Guerra Fria, treinaram anualmente na Noruega e participaram de vários conflitos, incluindo a Guerra da Coreia e a Crise de Suez. Na Guerra das Malvinas de 1982, desempenharam um papel crucial na recaptura das ilhas.
Era Moderna
Os Fuzileiros Navais Reais continuaram a se adaptar, incorporando novas tecnologias e veículos, como o Viking, e abrindo o recrutamento para mulheres no Serviço de Banda em 1992. Hoje, eles permanecem uma força de elite, envolvida em operações globais.

## Embarcações
Os Royal Marines operam uma frota variada de embarcações militares projetadas para transportar tropas e material de navio para a costa ou realizar patrulhas fluviais ou estuarinas. Estes incluem o Mk10 Landing Craft Utility e o Mk5b Landing Craft Vehicle Personnel, e o BAE Fast Interceptor Craft e MK 11 Shallow Water Combat Submersible usados pelo Special Boat Service. Outras embarcações anfíbias menores, como a Offshore Raiding Craft, a Rigid Raider e a Inflatable Raiding Craft estão em serviço em números muito maiores.

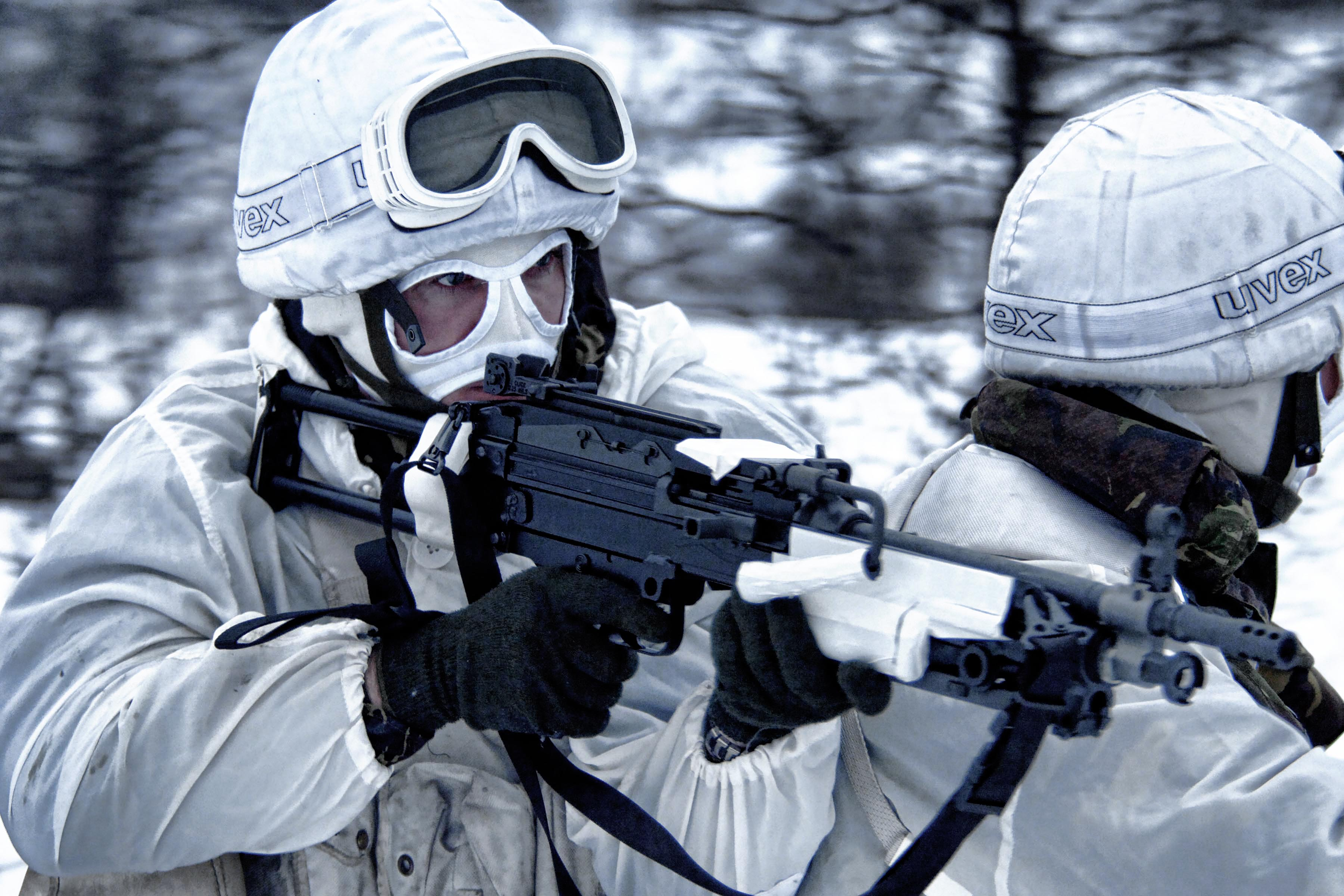
Fuzileiros Navais Reais equipados para a guerra no Ártico durante um exercício na Noruega
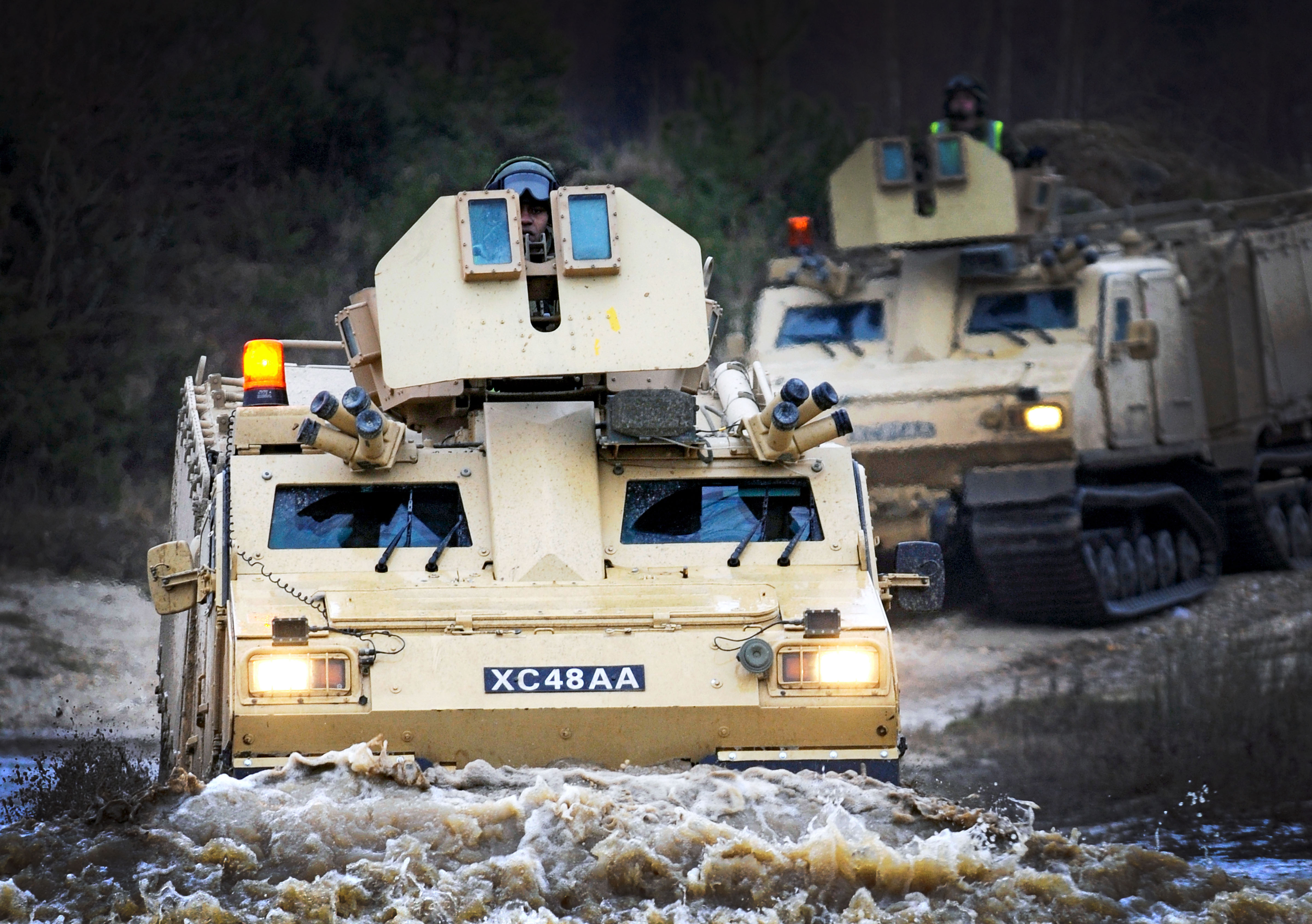
BvS 10 Vikings do Royal Marines Armoured Support Group em exercício
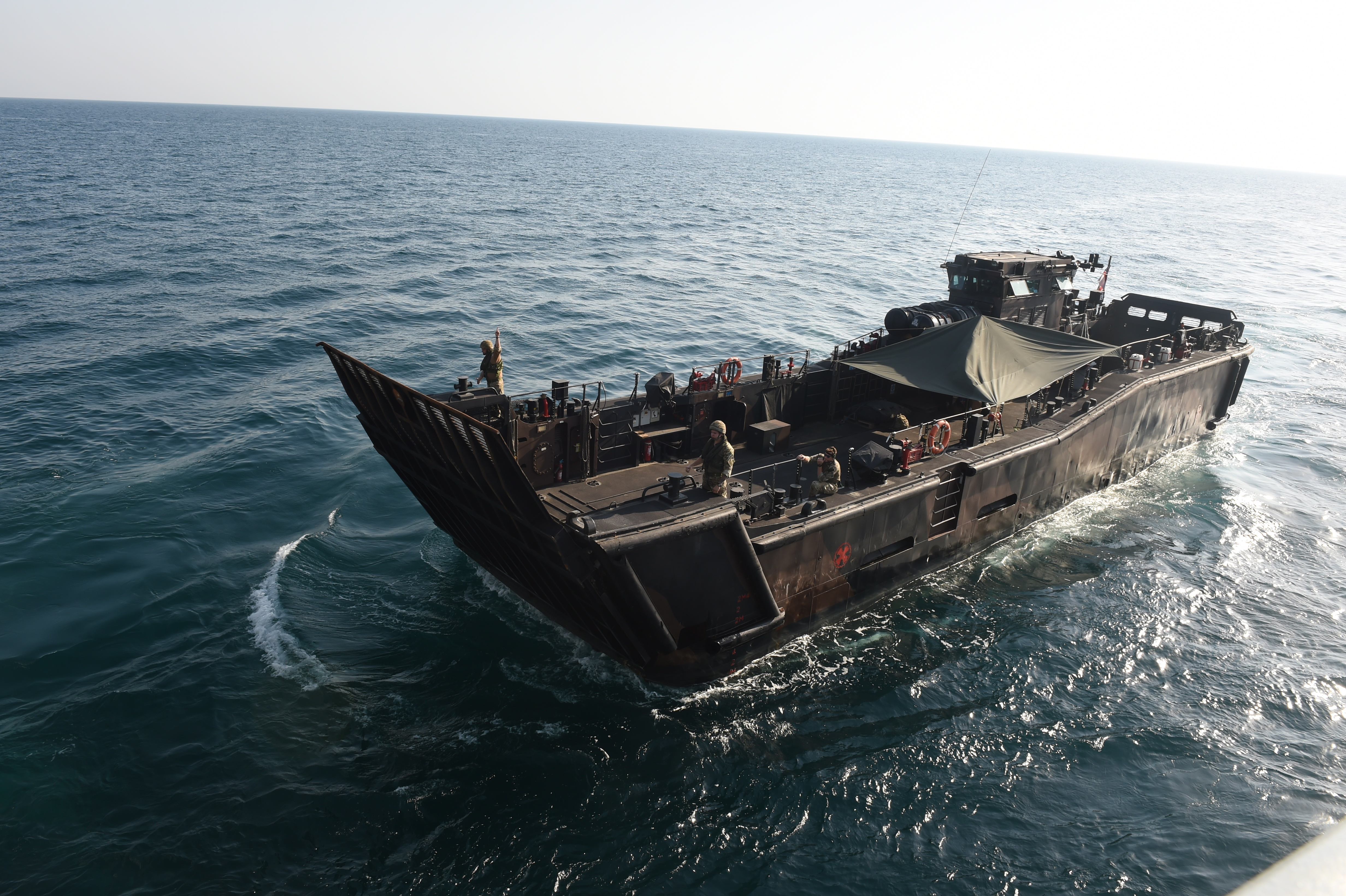
Royal Marines Landing Craft Utility (LCU) Mk10
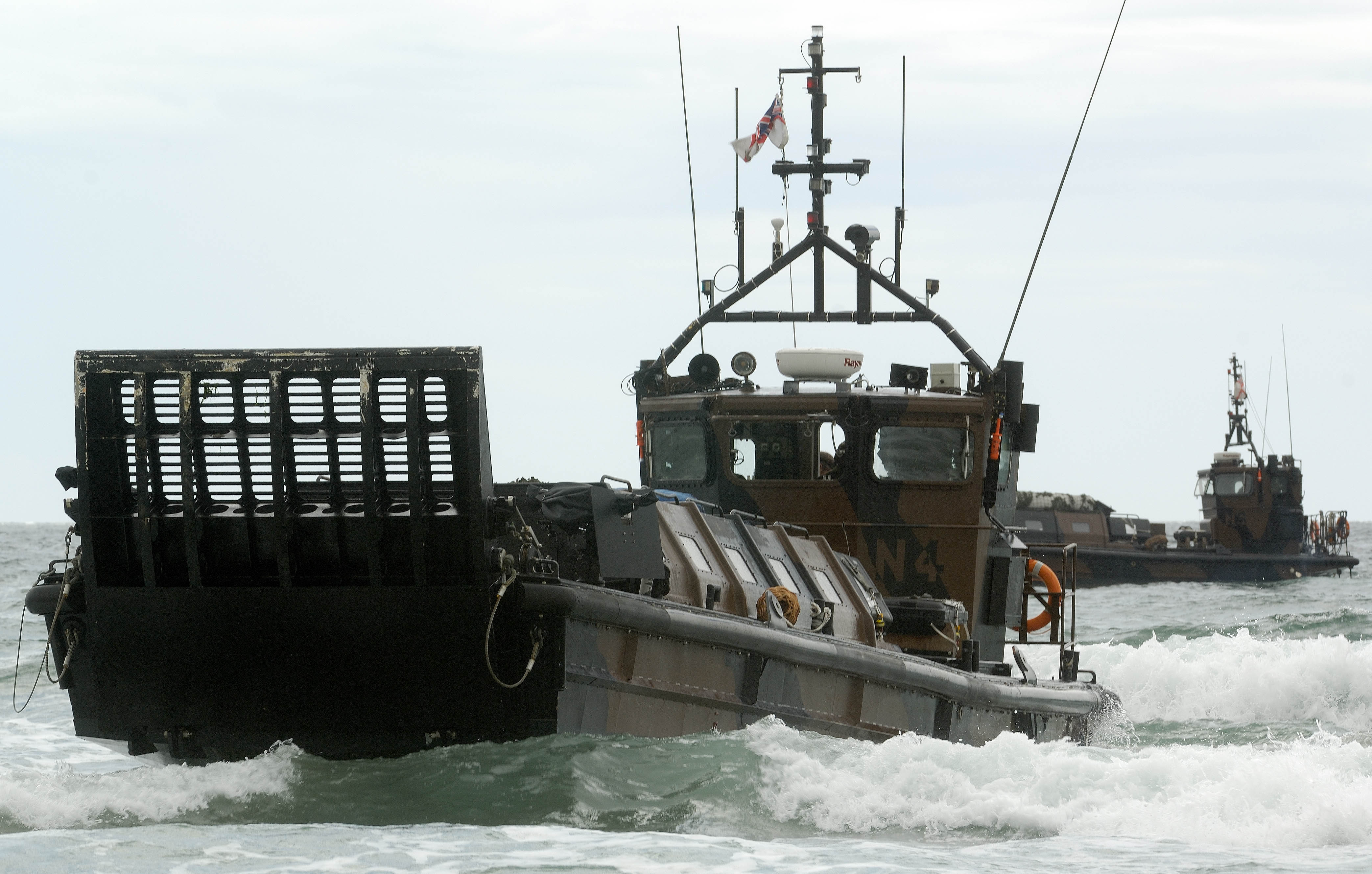
Um Royal Marines Landing Craft Vehicle Personnel (LCVP) Mk5
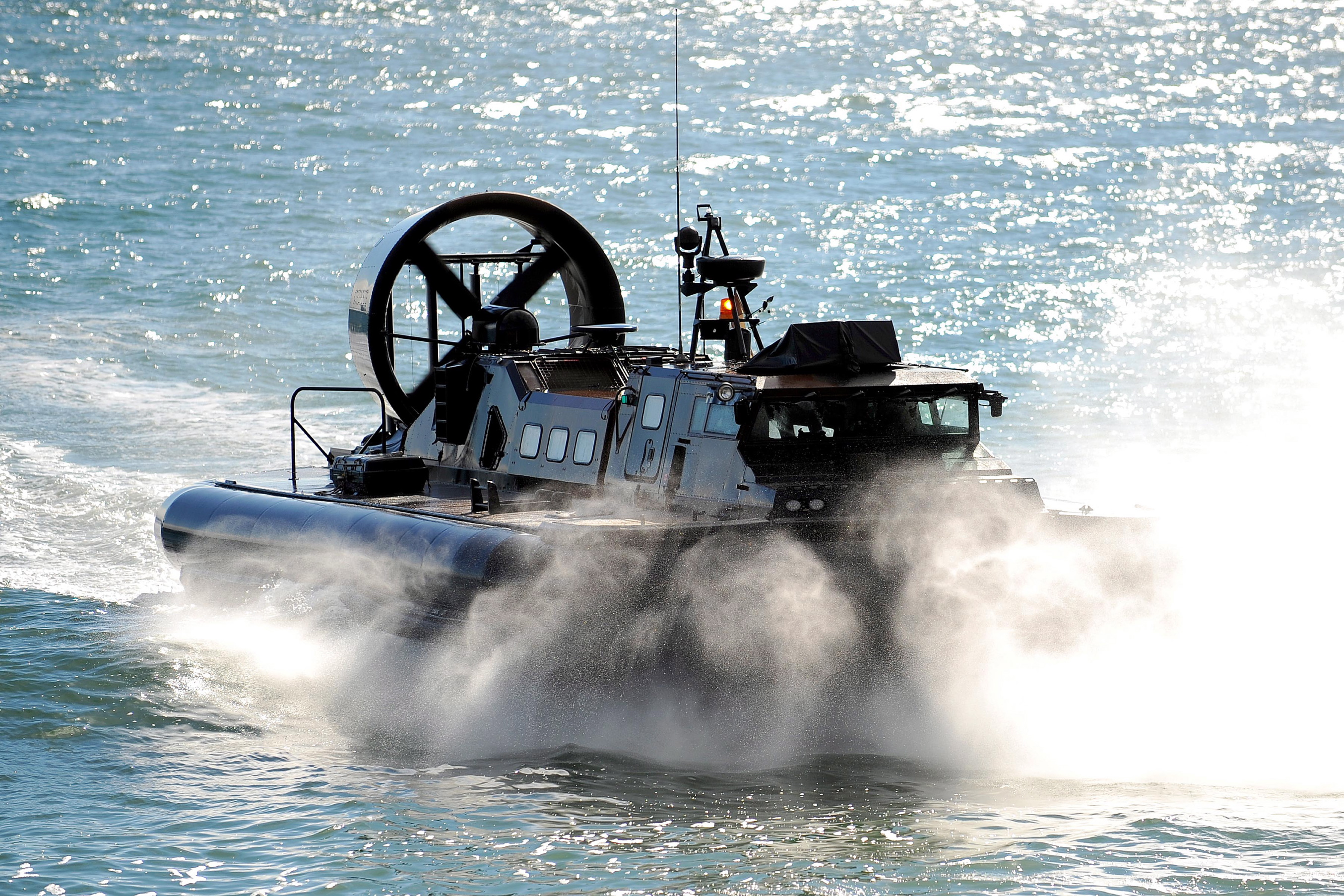
Royal Marines Landing Craft Air Cushion (LCAC)